# Smith & Wesson Модель 30
Smith & Wesson Модель 30 невеликий, шестизарядний, револьвер подвійної дії під набій .32 Long. Його розробили на основі револьвера Smith & Wesson Hand Ejector Модель 1903, і випускався з нікельованою або вороненою рамкою. Він мав рамке I і випускався в період з 1948 по 1960, його замінив револьвер на рамці J Модель 30-1, який випускали до 1976.

## Історія
В період з 1948 по 1957, ця модель була вдома як "Model .32 Hand Ejector" та будувалася на рамці I з п'ятьма гвинтами. В 1958 році рамка була перероблена під чотири гвинти та використано спіральну пружину на відміну від пласких або листових пружин, назву їй дали "покращена рамка I". Через три роки в 1961, випуск "рамки I" було припинено, її замінила дещо довша "рамка J" на три гвинти.

## Варіанти
В період випуску револьверу "Model .32 Hand Ejector" випускали револьвер "Model .32 Regulation Police" з квадратним торцем руків'я і була замінена на Модель 31 в 1958.